# La Répara-Auriples
 La Répara-Auriples  là một xã thuộc tỉnh Drôme trong vùng Auvergne-Rhône-Alpes ở đông nam nước Pháp. Xã La Répara-Auriples nằm ở khu vực có độ cao trung bình 300 mét trên mực nước biển.